# Hochrohkopf
Der Hochrohkopf ist ein Berg des Bregenzerwaldgebirges, der auf der Gemeindegrenze zwischen den Vorarlberger Gemeinden Laterns und Damüls gelegen ist.

## Lage
Der Hochrohkopf mit 1975 m ü. A. in der Freschengruppe ist ein wenig auffallender, aber doch ausgeprägter, mächtiger Gipfel mit drei scharfen Graten und teilweise äußerst steilen Flanken, die vom kantigen dunklen Flysch durchsetzt sind. Auf vielen Karten fehlen Name und Höhe, obwohl es sich um den Hauptgipfel in diesem Kamm handelt.
Auffallend ist die sehr üppige Vegetation mit dichten Stauden aus Heidelbeeren, Alpenrosen, Wacholder usw., vielen Blumen und Grünerlen vor allem in den Lawinenhängen. Das Gebiet gehört zum Naturschutzgebiet Hohe Kugel - Hoher Freschen - Mellental.

## Benachbarte Gipfel
- Gerenfalben 1938 m, Portlakopf 1905 m, Furkakopf 1904 m.

## Aufstieg
- Vom Portlafürkle über den Nordostgrat
- Über den Südgrat vom Furkajoch via Furkakopf
- Vom Gerenfalben über den Westgrat.

## Karten
- Kompass Karte 1:50.000, Blatt 2 Bregenzerwald – Westallgäu